# Volkswagen Coaching
Die Volkswagen Coaching GmbH war ein Tochterunternehmen der Volkswagen AG. Die Kernkompetenz des Unternehmens lag in der Aus- und Weiterbildung, der Unternehmensberatung sowie der Managemententwicklung. Neben dem Sitz in Wolfsburg befanden sich weitere Standorte in Braunschweig, Kassel, Hannover, Emden und Salzgitter.
Etwa 660 Mitarbeitern waren sowohl für die Betreuung und Einstellung von Praktikanten, Auszubildenden, Trainees und Direkteinsteigern als auch für die Weiterentwicklung bestehender Mitarbeiter zuständig. Hierbei wurden unter anderem Assessment-Center, Exkursionen, Seminare und Nachwuchsförderprogramme durchgeführt und ganze Ausbildungseinrichtungen – beispielsweise zum Erlernen von Handwerksberufen – zur Verfügung gestellt.
Die VW Coaching bot ihre Dienstleistung konzernweit und für externe Unternehmen an. Hierdurch erzielte man im Jahre 2008 einen Umsatz von über 127 Mio. Euro.
Zum 1. Januar 2013 wurde die Volkswagen Coaching GmbH in die Volkswagen AG eingegliedert und hörte auf, als eigenständiges Unternehmen im Sinne einer GmbH zu existieren. Die Einrichtungen des Unternehmens werden nun als Volkswagen Akademien unter dem Dach der Volkswagen Group Academy weiter betrieben.